# Gouraye
Gouraye este un oraș în Mauritania.